# Anders Torstenson
Anders Torstenson (* 20. Januar 1641 in Stralsund; † 8. November 1686 in Stockholm) war ein schwedischer Reichsrat und Generalgouverneur von Estland.

## Leben

### Herkunft und Familie
Anders Torstenson war ein Sohn des schwedischen Feldherrn Lennart Torstensson (1603–1651) und der Freiin Beata De la Gardie (1612–1680). Er vermählte sich 1665 mit Gräfin Christina Catharina Stenbock (1649–1719), einer Tochter von Gustaf Otto Stenbock (1614–1685) und der Freiin Brita Horn von Åminne. Keines der 14 Kinder dieser Ehe überlebte den Vater, so dass er die Linie der Grafen von Ortala beschloss.

### Werdegang
Torstenson studierte seit 1649 in Uppsala. Er war 1652 Kammerpage bei Königin Christina. Seine Grandtour absolvierte er in den Jahren 1659 bis 1663. Hier nach trat er in die Livgarde ein, wo er 1664 erst Leutnant, dann Kapitän war, schließlich den Titel eines Oberstleutnants führte. 1668 war er Reichsstallmeister uns seit 1673 Reichsrat. Die Stellung des Generalgouverneurs von Estland und Gouverneurs von Reval hatte er von 1674 bis 1681 inne. Die ihm 1684 angetragene Position des Präsidenten des Hofgerichts in Åbo hat er nicht angetreten.
Torstenson war Graf von Ortala, Freiherr von Virestad, Herr von Forstena, Rasick, Lennartsnäs, Segersjö, Penningby, Ökna und Lidö usw. Er war u. a. auch Erbe von Schloss Ulvsunda. Er wurde am 28. Oktober 1687 im Torstensongrab der Riddarholmskyrkan in Stockholm beigesetzt.